# Wong Nai Chung Gap
Wong Nai Chung Gap (黃泥涌峽, « La gorge d'où jaillit de la boue jaune ») est une cluse géographique située au milieu de l'île de Hong Kong entre le mont Nicholson (en) et Jardine's Lookout (en) derrière Wong Nai Chung (Happy Valley). Cinq routes s'y rejoignent : Wong Nai Chung Gap Road, Tai Tam Reservoir Road, Repulse Bay Road, Deep Water Bay Road et Black's Link. C'est historiquement un passage stratégique entre le nord et le sud de l'île, mais moins important aujourd'hui depuis l'ouverture du tunnel d'Aberdeen (en).

## Histoire
Dans les années 1930, l'armée britannique commence à installer des structures de défense dans la cluse, emplacement stratégiquement important étant le principal passage entre le nord et le sud de l'île de Hong Kong. Les structures défensives comprennent des bunkers le long de Wong Nai Chung Gap Road, ainsi que des fortifications sur Jardine's Lookout, près de la fin de Sir Cecil's Ride.

### Bataille de Hong Kong
Les combats à Wong Nai Chung Gap font le plus grand nombre de victimes en une seule journée, des deux côtés, de tout la bataille de Hong Kong. Sa capture par les Japonais conduit finalement à la chute de l'île de Hong Kong, divisant les forces britanniques en deux (brigades est/ouest séparées). Au moment de cette bataille, la région de Wong Nai Chung Gap est défendue par des soldats du régiment du Middlesex (en), des Grenadiers de Winnipeg (en) et du régiment royal de Hong Kong (en). Le brigadier canadien John K. Lawson est présent au QG et participe à la bataille.
Le 18 décembre 1941, les Japonais débarquent près de l'actuel Taikoo Shing (en) (à l'époque le chantier naval Taikoo Dockyard) et avancent vers le secteur de North Point (en). Ils se déplacent vers Wong Nai Chung Gap depuis la colline Braemar par la route Sir Cecil's Ride, mais aussi à travers Wan Chai et Happy Valley. Les principaux engagements ont lieu autour de la zone de Jardine's Catch-water, où il y a deux casemates tenues principalement par des mitrailleurs du Middlesex. Les Royal Scots positionnés sur le mont Nicholson (en) engagent également les unités avancées japonaises sur Jardine's Lookout (en), mais aussi ceux qui montent dans la région de Happy Valley/Wan Chai.
La force japonaise supérieure en nombre se rapproche rapidement du QG de la brigade ouest, avant que l'état-major et les autres unités ne puissent être évacués. Le conflit dure un long moment, les défenseurs résistant et infligeant de lourdes pertes grâce à l'utilisation de tirs de mitrailleuses lourdes mais se retrouvent finalement encerclés et coincés, avec peu d'unités capables de passer pour les relever. La défense s'écroule petit à petit après que presque tous les défenseurs aient été tués ou blessés. Même le brigadier Lawson appelle le QG de la forteresse pour dire qu'il sort « se battre » et est tué au combat. Quelques hommes réussissent à s'échapper et le reste des soldats (presque tous blessés) est fait prisonnier.
Les Japonais tiennent la position face à un certain nombre de contre-attaques et réussissent à diviser efficacement les forces du Commonwealth sur l'île de Hong Kong. C'est le facteur clé qui conduit à la chute de la colonie le 25 décembre.